# Bomb

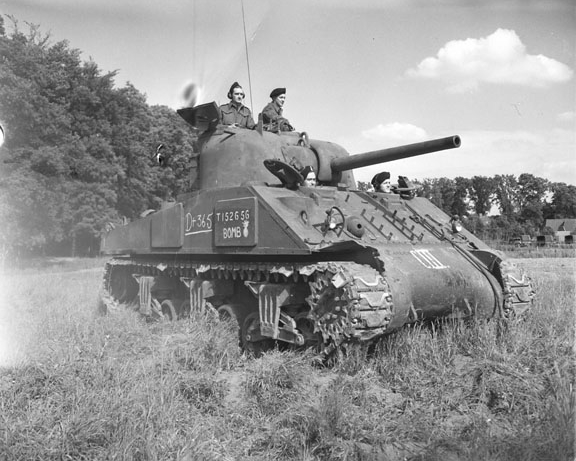
Bomb en 1945.

Bomb est un char M4 Sherman des Sherbrooke Hussars, un régiment de reconnaissance blindée de la Première réserve de l'Armée canadienne des Forces armées canadiennes.

## Description
Il participe à la Seconde Guerre mondiale, sans interruption du Débarquement de Normandie à la capitulation de l'Allemagne le 8 mai 1945. il est le seul char M4 Sherman canadien qui a survécu sur cette période.
Il est conservé à la William Street Armoury de Sherbrooke.